# Покушение на Россию
«Покуше́ние на Росси́ю» — документальный фильм режиссёров Жана-Шарля Деньо и Шарля Газеля (фр. Charles Gazelle) об альтернативной версии взрывов жилых домов в России осенью 1999 года, снятый по книге Александра Литвиненко и Юрия Фельштинского «ФСБ взрывает Россию» с использованием материалов телекомпании НТВ.
С событиями, по которым написана книга и снят фильм, «Новая газета» сравнивает теракт в «Крокус Сити Холле», в числе прочих авторов упоминая документальный фильм, снятый Алексеем Пивоваровым на YouTube-канале «Редакция».

## Сюжет
Фильм высказывает версию о взрывах жилых домов в России осенью 1999 года.
С особым вниманием в фильме анализируется инцидент в Рязани 22 сентября 1999 года, который, по мнению создателей фильма, был попыткой ФСБ организовать теракт. Представители самой ФСБ заявляли, что это были антитеррористические учения.
В фильме выступают свидетели: сотрудник рязанской милиции, проводивший первичный экспресс-анализ вещества из подозрительных мешков, показавший наличие гексогена, телефонистка, которая утверждает, что перехватила телефонные переговоры между некими лицами (создатели фильма утверждают, что они связывались со «штаб-квартирой ФСБ» в Москве), жильцы дома, рассказывающие в программе НТВ о том, что обстановка была не учебная. Приводятся заявления глав МВД (Владимир Рушайло), ФСБ (Николай Патрушев) и их подчинённых.
В интервью в конце 2010 года Юрий Фельштинский отметил, что в первоначальную версию фильма входили также кадры с участием Александра Литвиненко, но были вырезаны, чтобы не сорвать так и не состоявшуюся премьеру фильма на НТВ. Этот видеоматериал у Фельштинского сохранился. Он выразил желание восстановить первоначальную версию фильма, но сказал, что для этого ему требуется техническая помощь.

## Финансирование
Согласно корреспондентам «Российской газеты», Сергей Юшенков сообщал, что Борис Березовский профинансировал фильм на четверть и выкупил права на показ российского варианта. Согласно Валерии Новодворской, Березовский выкупил только русскую версию фильма.

## Показ и распространение фильма

### Премьера
Фильм был впервые показан в Лондоне 5 марта 2002 года. В пресс-релизе было сказано, что представленные доказательства собраны тремя журналистами — русским и двумя французами, Шарлем Газелем и Жаном-Шарлем Денье, — которые на протяжении трех лет собирали и анализировали информацию, официальные заявления и искали очевидцев.
После этого фильм был показан телевидением ряда стран. В частности, весной 2002 года его показало телевидение Литвы, Латвии и Эстонии.

### Попытки показа в России
Партия «Либеральная Россия» намеревалась показать фильм в России — в кинотеатрах, на видео, а также договориться о трансляции с каким-нибудь телеканалом.
По словам Юрия Фельштинского, ещё в процессе создания фильма Гусинский и Березовский собирались показать фильм по своим телеканалам:

Были сделаны заявления руководством НТВ, что весь конфликт, по крайней мере, спешка с отъемом НТВ у Гусинского, происходит, в том числе из-за того, что Гусинский обещал показать этот фильм.
А из-за этого фильма, 100 % из-за этого фильма, в скоропостижном порядке отнимали ТВ-6 у Березовского. Там счет шёл на дни. К сожалению, мы не успели закончить фильм, хотя мы очень торопились. 
Новые владельцы российских телеканалов демонстрировать фильм отказались. Депутаты Госдумы также не захотели смотреть его на своём заседании.

### Задержания распространителей
Фильм доставлялся в Россию на кассетах активистами партии «Либеральная Россия».
В ночь на 10 марта 2002 года в Санкт-Петербурге сотрудники Пулковской таможни изъяли у возвращавшегося из Лондона депутата Государственной думы, одного из лидеров «Либеральной России» Юлия Рыбакова 100 кассет с фильмом. По словам Рыбакова, таможенники не смогли ему объяснить основания для изъятия, предложив депутату «разбираться с начальством таможни». Рыбаков намеревался раздать свои сто кассет в Госдуме.
По словам Рыбакова, акция в Пулкове была бессмысленной, так как у него в сумке остались ещё несколько кассет, а его коллега Сергей Юшенков в то же самое время привёз в Москву около 900 кассет с фильмом, что не вызвало нареканий таможенников.

### Фестиваль документальных фильмов «Чечня»
Летом и осенью 2003 года по инициативе крупнейших международных правозащитных организаций в Лондоне, Вашингтоне, Нью-Йорке, Японии и Москве проводился Международный фестиваль документальных фильмов «Чечня», в рамках которого демонстрировался и фильм «Покушение на Россию».
В Москве фестиваль проходил с 1 по 4 октября 2003 года, однако его не удалось провести в Киноцентре на Красной Пресне, как планировалось. 30 сентября дирекция Киноцентра уведомила организаторов о том, что разрывает договор и готова вернуть деньги, полученные за демонстрацию фильмов. Этому предшествовали телефонные звонки из Киноцентра с просьбами отменить показ фильмов «Покушение на Россию», «Террор в Москве» и «Правдивые рассказы: война Бабицкого».
По словам члена оргкомитета фестиваля Юрия Самодурова, причиной стало давление ФСБ на руководство Киноцентра. В свою очередь директор Киноцентра Владимир Медведев утверждал, что никакого давления на него не оказывалось, а своё решение он объяснил нежеланием «портить отношения с высшими органами», показывая фильмы «антироссийской направленности».
В московский оргкомитет фестиваля вошли «Мемориал», Московская Хельсинкская группа и Союз комитетов солдатских матерей и другие правозащитные организации. Основанный Березовским Фонд гражданских свобод являлся одним из спонсоров фестиваля. На фестиваль аккредитовалось 12 российских и 31 зарубежное СМИ.
В октябре 2003 года показ фильмов состоялся в Музее и общественном центре имени Сахарова.

### Распространение фильма на дисках и через Интернет
Со второй половины 2000-х годов фильм стал распространяться в России в основном на компьютерных дисках и загружаться из Интернета.
Сначала фильм был доступен для загрузки с сайта Terror99.ru, который является специальным проектом Граней.ру и посвящён терактам 1999 года. Однако затем доступ к файлу был закрыт, и сайт перестал обновляться.
В настоящее время видеоролики фильма имеются на сайтах Youtube.com, Rutube.ru и других.
Диски с фильмом раздавались на правозащитных митингах и пикетах, которые ежегодно проводятся в Москве в память о событиях осени 1999 года. Показы фильма правозащитниками проводились также в других российских городах.
23 ноября 2010 года фильм был размещён на российско-американском сайте runyweb.com с разрешения правообладателя Юрия Фельштинского. Там же было размещено интервью Фельштинского о фильме. Данная видеоверсия имеет более высокое студийное качество, чем другие копии, размещенные в Интернете.

### Показы в кинотеатрах
Активистам «Либеральной России» удалось организовать показы фильма в кинотеатрах нескольких городов. Так, в Перми показ вызвал небывалый ажиотаж — в крупнейшем кинотеатре города, вмещающем до тысячи человек, люди стояли в проходах и сидели на приставных стульях.
По заявлению Юшенкова, в марте 2002 года два представителя «Либеральной России» подверглись нападению и были жестоко избиты после организации публичного просмотра фильма в Перми и в Санкт-Петербурге.
Спустя почти десять лет Министерство культуры выдало, а через два месяца отменило разрешение на прокат фильма видеоиздательством Вадима Коровина «Ланселот». Прокатные показы успели состояться в Музее и общественном центре имени Сахарова и в арт-студии «Театр.doc».

### Признание фильма экстремистским
Решением Советского районного суда г. Астрахани от 12.12.2017 г. фильм был признан экстремистским и внесён в Федеральный список экстремистских материалов под номером 4414. По мнению эксперта информационно-аналитического центра «Сова», «запрещая фильм, суд должен был доказать, что предположения авторов фильма являются „заведомо ложными“, то есть такими, в которые сами они не имели оснований верить, а доказать подобное проблематично».
19 июня 2018 года Устиновский районный суд Ижевска оштрафовал на 2 тыс. рублей местную жительницу Ларису Фефилову по ст. 20.29 КоАП (массовое распространение экстремистских материалов) за публикацию в социальной сети «ВКонтакте» фильма «Покушение на Россию».
17 апреля 2019 года Октябрьский районный суд Рязани оштрафовал по той же статье местного жителя И. Власова за то, что тот хранил в соцсети «ВКонтакте» в разделе «Мои видеозаписи» фильм «Покушение на Россию». Сумма штрафа не уточняется.

## Комментарии политических деятелей
Из выступления депутата Госдумы Сергея Юшенкова:[когда?]

Я думаю, что фильм достаточно убедительно доказал по крайней мере две вещи: первое — это враньё российских властей, беззастенчивое враньё, в отношении того, что же произошло в ночь с 22 на 23 сентября в городе Рязани. Предотвращён теракт, как придерживались этой версии не только глава МВД, но даже президент или, после провала, как стал заявлять Патрушев, что это проводились учения ФСБ в Рязани.

Второе, на мой взгляд, безусловно доказательное утверждение в этом фильме. Предположим, что это проводились учения ФСБ в Рязани. Но тогда эти учения проводились с огромным количеством нарушений российского законодательства. Вместе с темой гражданского контроля: под видом учений ФСБ может осуществить всё что угодно — от подготовки к взрыву таких вот домов, где живут граждане, ничего не зная, ничего не ведая, до осуществления государственного переворота и даже развязывания войны.
Депутат Госдумы Юлий Рыбаков:[когда?]

В фильме собрана достаточно объективная информация, пренебрегать которой нельзя. Мы хотим инициировать объективное расследование и получить в результате ответ на наши вопросы. Почему до сих пор не найдены виновники взрывов в Москве и Волгодонске и подготовки взрыва дома в Рязани? Почему до сих пор не создана система гражданского и парламентского контроля за деятельностью спецслужб, что позволяет им, как и ранее, беспрепятственно контролировать всё и вся?
.
Валерия Новодворская, председатель партии «Демократический союз»:[когда?]

... фильм хороший, гневный, талантливый. В нём нет ответа, в нём есть зловещий знак вопроса. Но в российском демократическом обиходе знаки вопросительные имеют тенденцию становиться восклицательными. Если долго нет ответа сверху. А ответа нет. Есть только брань и угроза. Или молчание, что тоже не ответ.
<...> если рассматривать фильм с юридической точки зрения, то там, конечно, нет evidence типа «убил и закопал и надпись написал». Нет приказа с печатью, нет признаний типа: «Я взрывал дома по приказу имярек (отдел, должность, звание)». Но присяжные Европы, США и Российской империи часто выносили вердикты на основе косвенных улик, а их много. И весь метод индукции и дедукции à la Эркюль Пуаро и Шерлок Холмс основан на этом.

А главное — реакция обвиняемых. Истерика Генпрокуратуры с обещанием доказать, что Березовский финансировал сепаратистов и крал генералов. Конфискация 100 кассет. Отказ (панический) всех каналов демонстрировать фильм. Угрозы иных должностных лиц среднего эшелона наказывать в уголовном порядке за распространение кассет. Заявление А. Чубайса, что власть вне подозрений. Заявление Ю. Лужкова, что органы — вне подозрений. С такими субтитрами убедительность ленты скоро перевалит за отметку 100 %...

## Комментарий Центра общественных связей ФСБ России
В Центре общественных связей ФСБ РФ отказались комментировать пункты обвинений, выдвинутых в фильме. Начальник ЦОС ФСБ РФ Андрей Ларюшин заявил:[когда?]

 Всё это постоянное переливание из пустого в порожнее. ФСБ не раз уже давала ответ по всем взрывам и актам терроризма, совершенным на территории России. Те, кто подзабыл, могут в любой момент зайти на официальный сайт ФСБ и ознакомиться с итогами расследований, а вступать в спор с частным лицом, коим ныне является Березовский, ФСБ не собирается.
По мнению Андрея Ларюшина, уже подзабытый широкой общественностью Березовский с помощью фильма просто надеется привлечь внимание к себе и своей партии. Он, по мнению Ларюшина, ждёт не дождется, когда спецслужбы и официальные лица включатся в полемику по поводу взрывов, причём неважно, будут его ругать или хвалить — главное, чтобы имя Березовского и либеральной партии было у всех на слуху.